# Sausenhofen

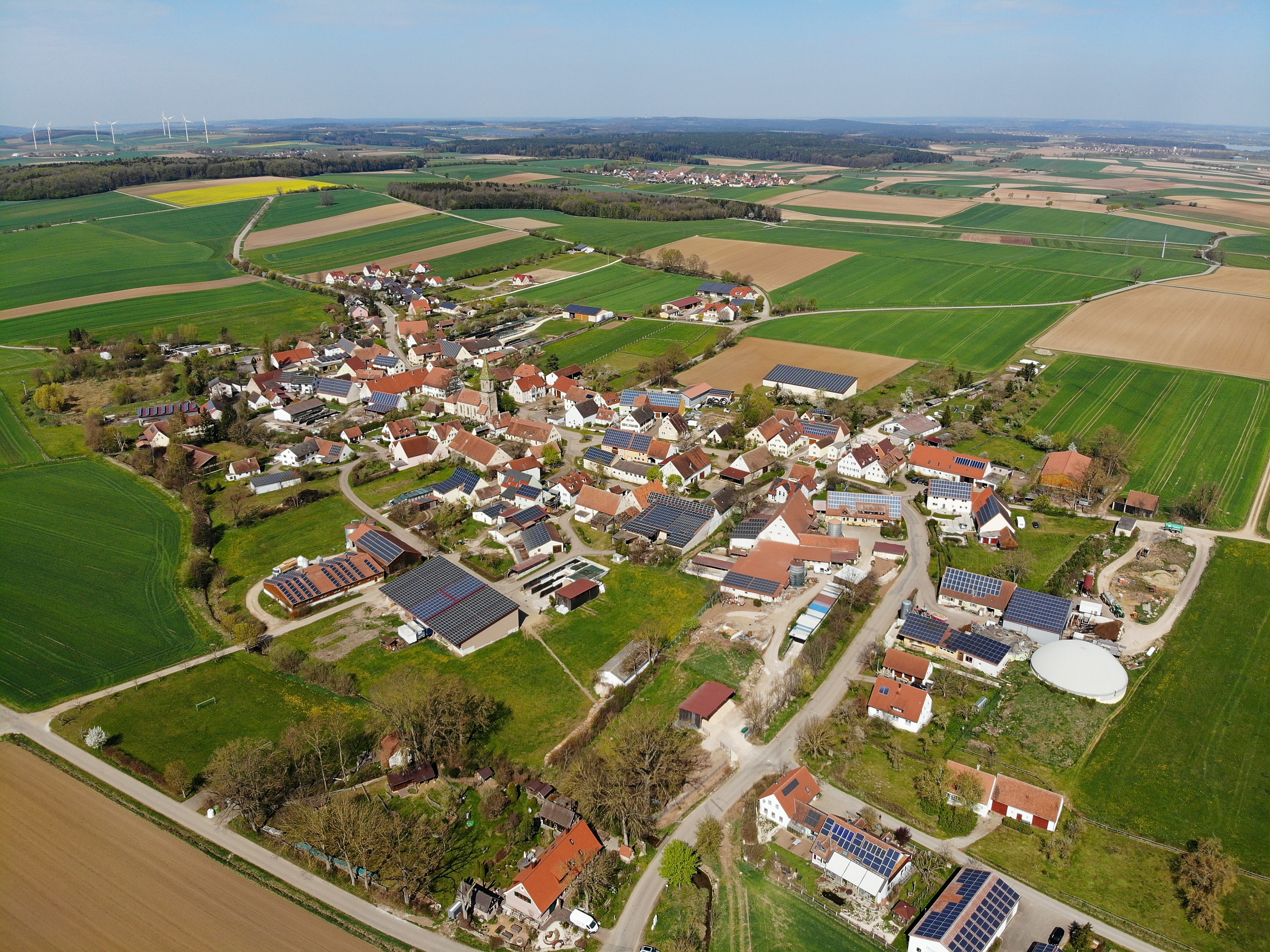
Sausenhofen, Luftaufnahme (2020)

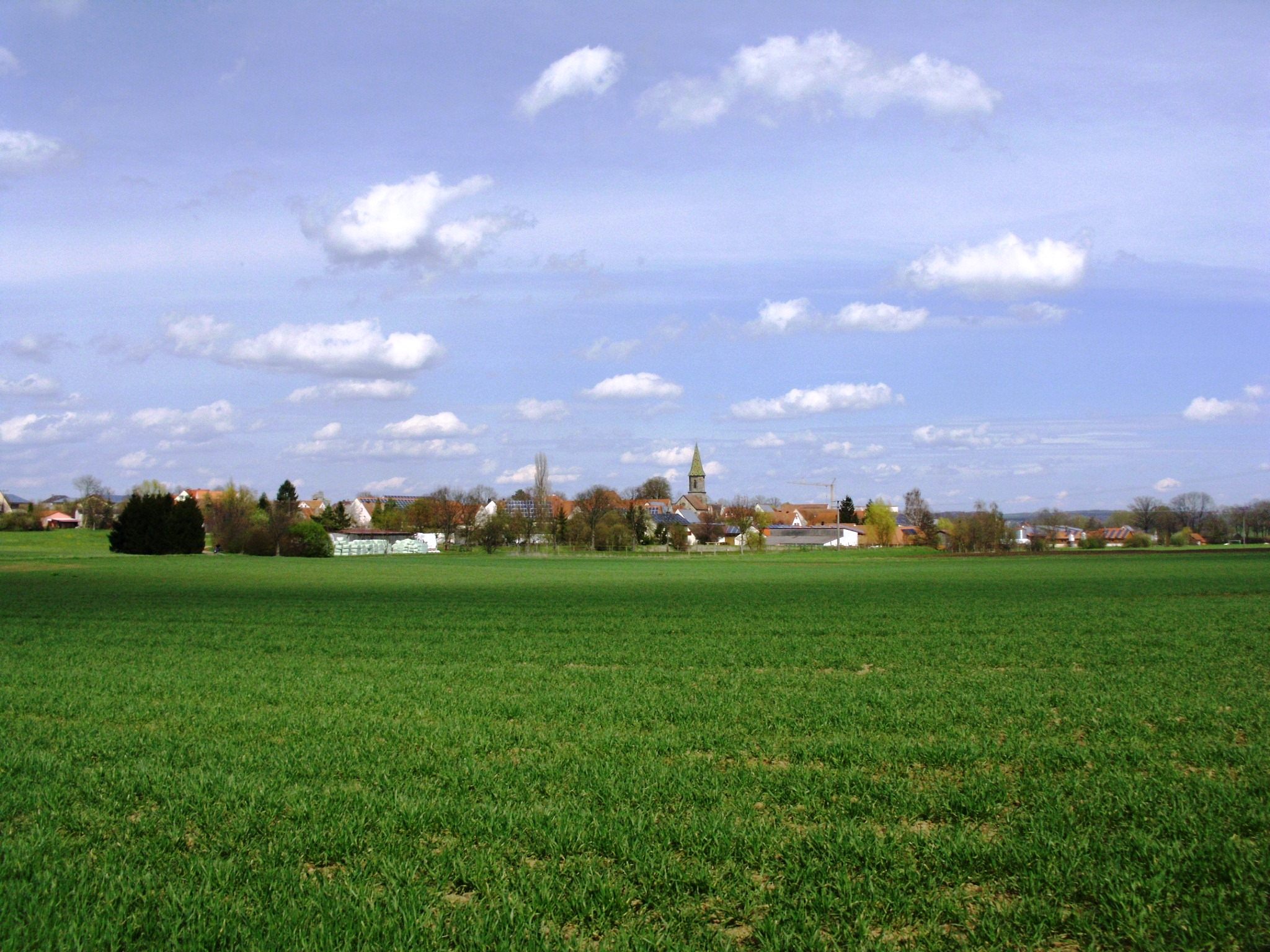
Sausenhofen

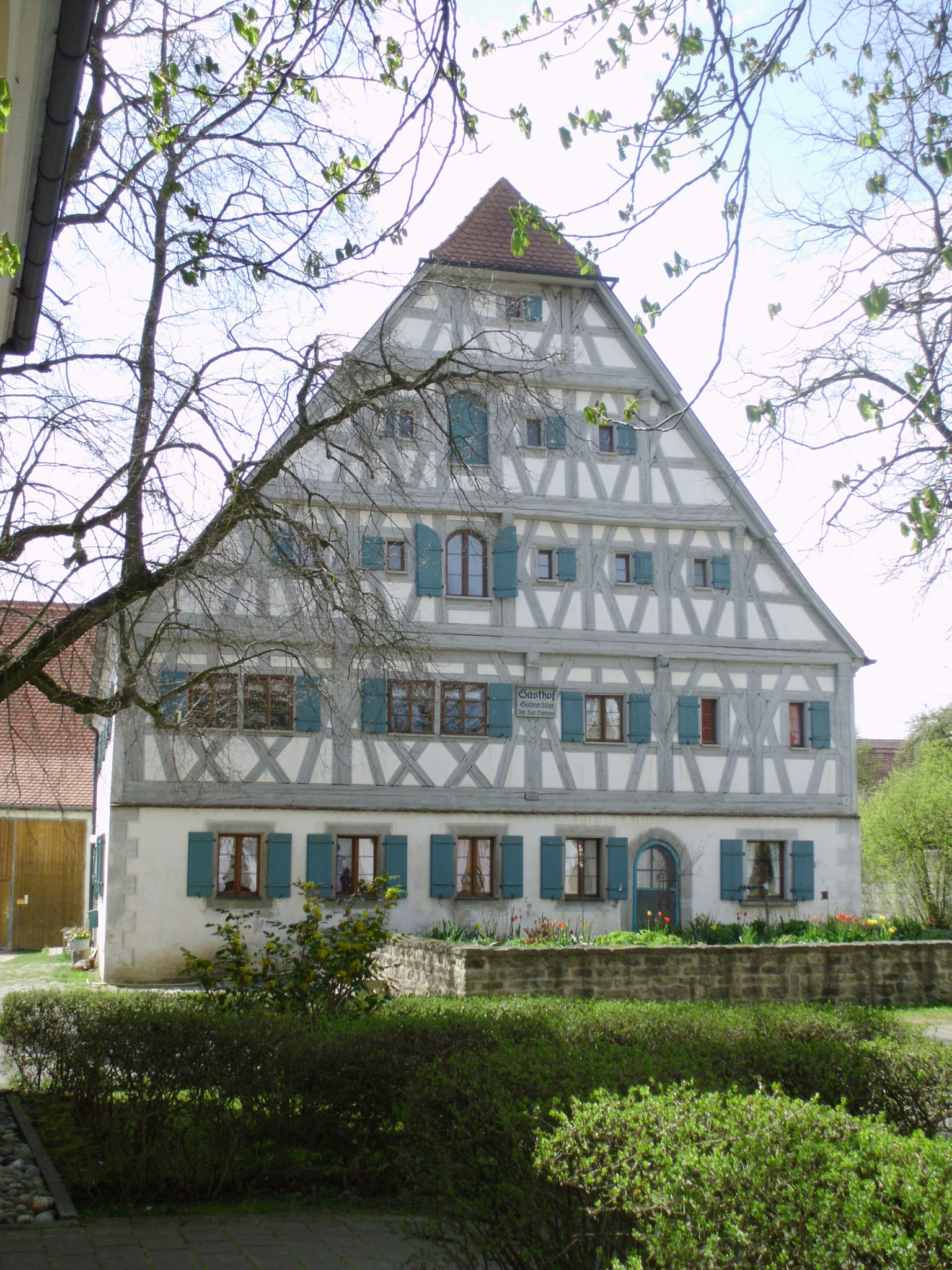
Historischer Gasthof

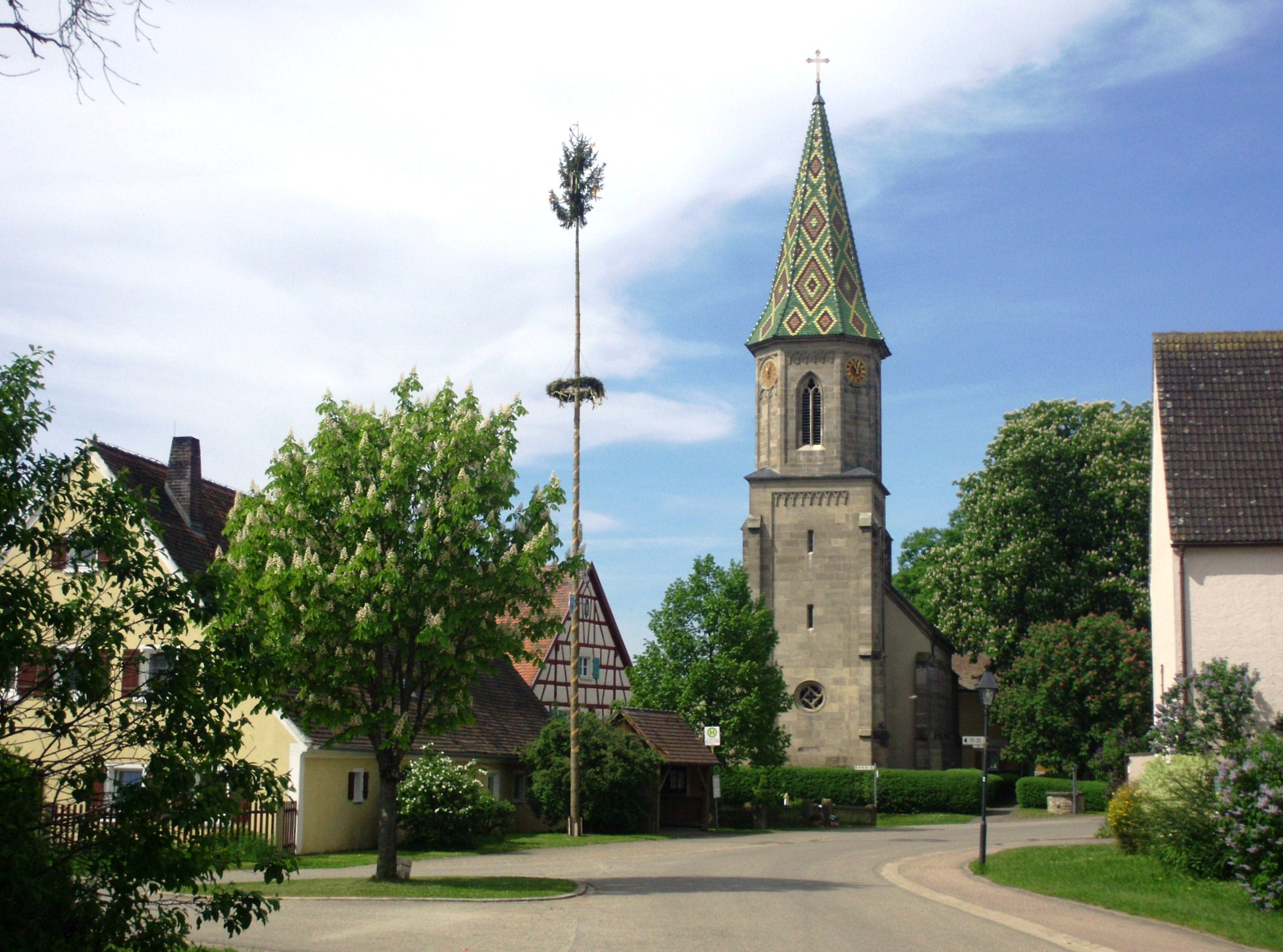
An der Kirche St. Michael

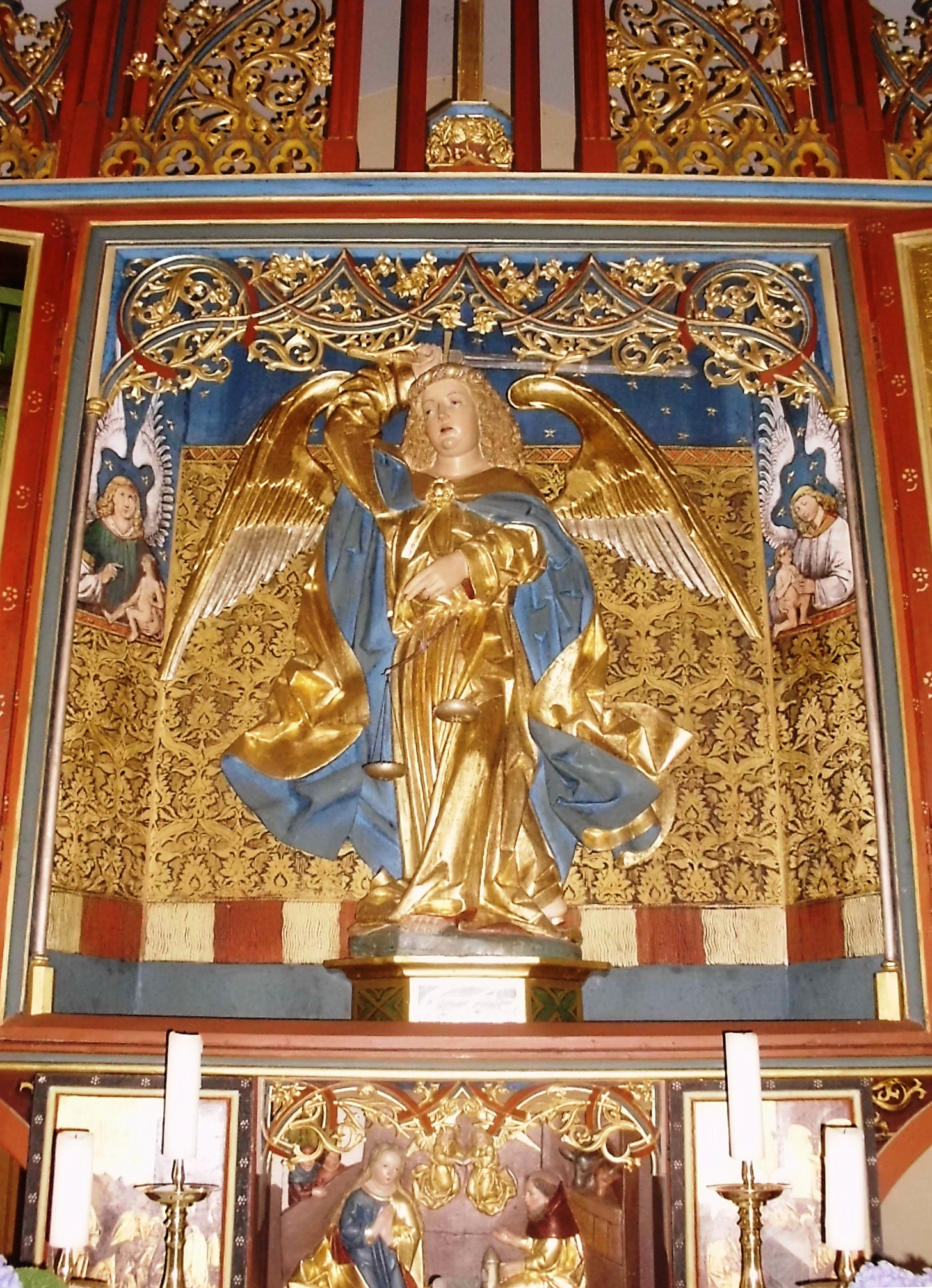
Erzengel Michael als Seelenwäger, Detail des Stehelinaltars

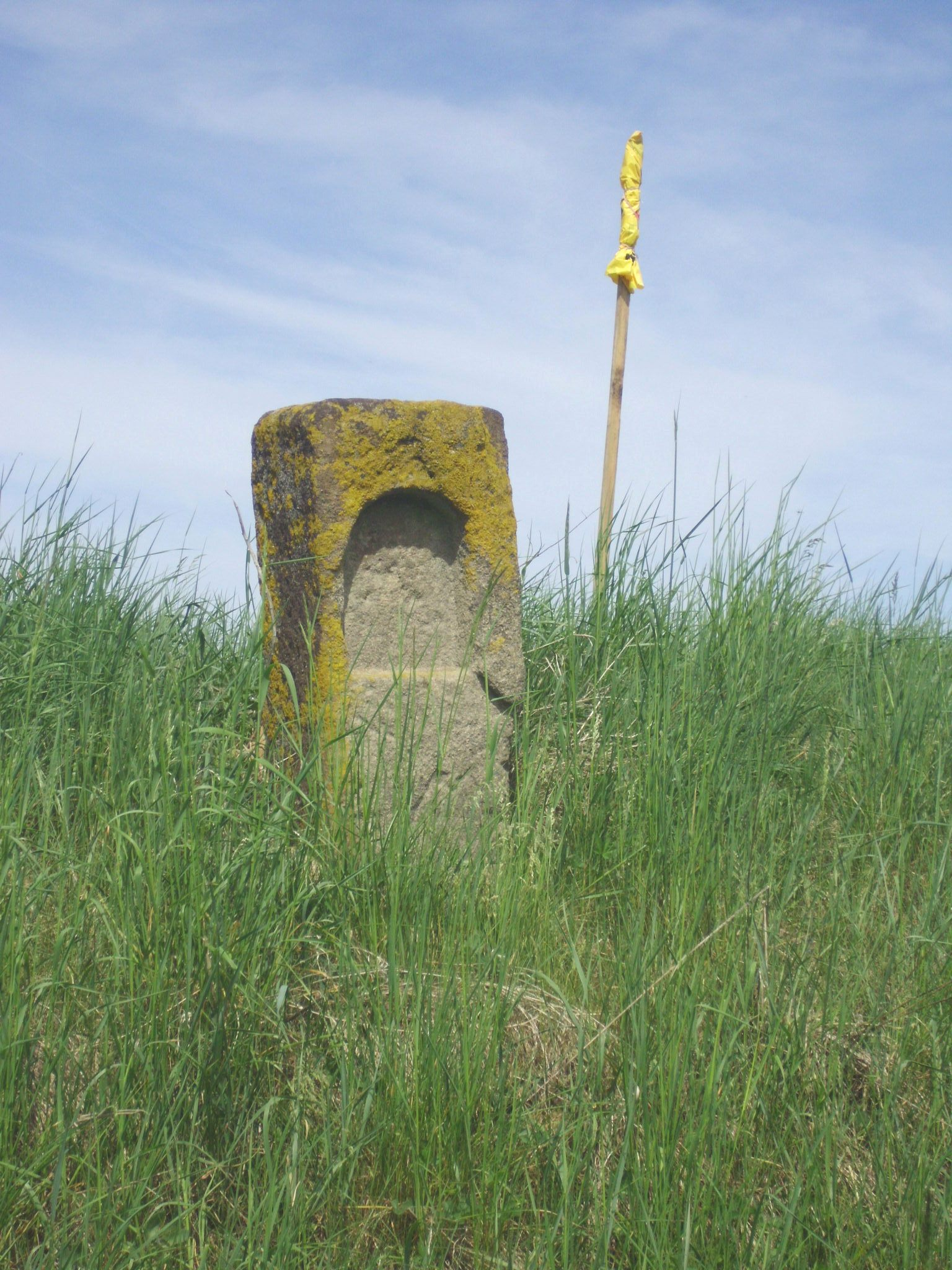
Bildstock von 1661

Sausenhofen ist ein Gemeindeteil der Gemeinde Dittenheim im mittelfränkischen Landkreis Weißenburg-Gunzenhausen in Bayern.
Die Gemarkung Sausenhofen hat eine Fläche von 3,896 km². Sie ist in 440 Flurstücke aufgeteilt, die eine durchschnittliche Flurstücksfläche von 8853,44 m² haben.

## Lage
Das Pfarrdorf liegt nordwestlich des Gemeindesitzes, nordöstlich des Dittenheimer Gemeindeteils Sammenheim und südöstlich des Gunzenhäuser Gemeindeteils Pflaumfeld auf einer Höhe von 434 bis 452 m ü. NHN in der fruchtbaren Altsiedellandschaft am Hahnenkamm. Von den Kreisstraßen WUG 26, WUG 27 und WUG 28 zweigen Gemeindeverbindungsstraßen nach Sausenhofen ab.

## Geschichte

### Vorgeschichtliche Funde
In der Flur „Rosenacker“ wurden 1925 ein steinzeitliches Steinbeil und steinzeitliche Scherben gefunden; eine Grabung 1926 brachte steinerne Messerklingen, Schaber, Bohrer, Hornsteinknollen und die Reste einer Hüttenwand zu Tage. Ein jungsteinzeitliches Dorf hat vermutlich im „Moosacker“, an der „Dinkelquelle“ und im „Hardacker“ gestanden. Auf der Höhe gegen Pflaumfeld zu stand ein 1883 gefundener römischer (Signal?)Turm. Südlich von Sausenhofen wurden Reste einer Römerstraße aufgedeckt.

### Von der Frühzeit bis zum Ende des Heiligen Römischen Reichs
Der Ortsnamenforscher Robert Schuh deutet den Ortsnamen als „Zu den Höfen eines Suso“. Vom Ortsnamen her könnte laut Robert Schuh Sausenhofen schon vor 900 gegründet worden sein. Der Historiker Martin Winter verlegt die Gründung durch einen Freien Franken namens Suso ins 7. Jahrhundert.
Erstmals erscheint der Ort als „Susenhouen“ im Pontifikale Gundekarianum; demnach weihte hier der Eichstätter Bischof Gundekar II. zwischen 1057 und 1075 eine Kirche. Im 13. Jahrhundert ist mit „Heinricus miles de Svsenhoven“ ein Ortsadeliger genannt. 1294 erhielt das Kloster Auhausen von dem truhendingischen Leibeigenen Cunrad von Lellenveld bei dessen Eintritt ins Kloster ein Gut und eine Hofstatt zu „Susenhouen“; um 1423 besaß es im Dorf drei Eigengüter, die letztmals 1491 in einem Gültbuch des Klosters erscheinen und wahrscheinlich an die Grafen von Oettingen verkauft wurden. So gehörten einige Untertanen in Sausenhofen zum oettingschen Amt Sammenheim; für die Vogtei mussten Abgaben an das truhendingische, ab 1363 oettingsche Amt Spielberg geleistet werden. Auch das Kloster Heidenheim war im Dorf begütert: Es entschädigte 1320 den Bischof Philipp von Eichstätt für eine andere Zustiftung mit einer Hube zu „Sausenhoue“. Für 1340 (und 1402) erfährt man, dass noch ein weiteres Kloster hier Besitz hatte, nämlich das Kloster Heilsbronn. 1333, 1355 und 1370 erscheint die Ortsadelfamilie „Truhsezz(e)/Truchseß von Sausenhofen“. 1375 wird eine (später abgegangene) Reutmühle genannt, gelegen unterhalb von Sausenhofen am Schlangenbach.
Für 1400 ist belegt, dass das Kloster Heidenheim neben einem Lehen, das der Herrschaft Spielberg vogtbar war, und zwei Hofstätten den Großen Zehnt von Sausenhofen besaß. 1410 verlieh Herzog Ludwig von Bayern die Mühle Sausenhofens (wohl nicht identisch mit der Reutmühle im Beleg 1375) an einen Gunzenhäuser Bürger; später wird die Mühle durchgängig als pfalz-neuburgisches Lehen gegeben. Für 1425 ist ein „Burckstall zu Sawsenhofen“ belegt, den der Bischof von Eichstätt mit Zubehör (genannt wird ein Baumgarten) als Lehen vergab. 1426 verlieh das Kloster Heidenheim die Widem zu Sausenhofen auf Erbrechtbasis an die damaligen Besitzer des Meierhofes, Ulrich und Margaretha Beßrer. 1453 kaufte der Deutsche Orden in Nürnberg ein Gütlein zu Sausenhofen. 1458 und 1480 geben eichstättische Belege davon Kunde, dass das Patronatsrecht für die Pfarrkirche St. Michael der Abt von Heidenheim besitzt; nach der Säkularisation des Klosters infolge der Durchführung der Reformation im Fürstentum Ansbach wird auch Sausenhofen evangelisch-lutherisch; die Markgrafen hatten Sausenhofen ihrem Fraischbezirk des Oberamtes Gunzenhausen unterstellt. Für den säkularisierten Klosterbesitz war nunmehr ein markgräfliches Klosterverwalteramt zuständig. Im 16. Jahrhundert erschienen die Marschälle von Pappenheim als Grundherren; 1578 gehörten ihnen 15 Untertanen in Sausenhofen.
Für 1608 ist eine Gesamtübersicht über die Besitzgemengenlage Sausenhofens überliefert: 7 Untertanen waren markgräflich, 1 Untertan gehörte Wilhelm von Buttlar, 17 waren pappenheimisch, 4 gehörten den Oettingern, 2 waren absbergisch und je 1 Untertan gehörte den Herren von Lentersheim und der Deutschordenskommende Eschenbach. Die beiden absbergischen Güter gingen nach dem Aussterben der Absberger an den Deutschen Orden in Absberg über, belegt für 1652. Im Dreißigjährigen Krieg wurde Sausenhofen mehrmals geplündert; zudem starben 1632/33 49 Dorfbewohner an der Pest. Nach dem Krieg erhielten Exulanten aus Oberösterreich öd liegende Höfe.
Im Jahre 1656 erhielt die Adelsfamilie von Zocha von den Oettingern Besitz in Sausenhofen verliehen. Ein Beleg von 1732 bringt als Gesamtübersicht für Sausenhofen: 3 Untertanen gehören zu dieser Zeit dem markgräflichen Kastenamt Gunzenhausen, 5 Untertanen dem markgräflichen Klosterverwalteramt Heidenheim, 16 Untertanen dem ehemals pappenheimischen, seit 1662 markgräflichen Verwalteramt Berolzheim, 1 Untertan gehört Oettingen-Spielberg, 4 Untertanen sind Besitz derer von Zocha, 1 Untertan untersteht dem Deutschen Orden in Eschenbach, 2 Untertanen gehören dem Deutschen Orden in Absberg; die Mühle ist nach wie vor pfalz-neuburgisches Lehen, zinst aber an das Kastenamt Gunzenhausen; den Zehnt nimmt das Klosterverwalteramt Heidenheim ein. Die Gemeindeherrschaft und den Kirchweihschutz besitzt das Verwalteramt Berolzheim, während die Vogtei und die hohe Fraisch dem markgräflichen Oberamt Gunzenhausen zustehen.

### Ab dem 19. Jahrhundert
1806 kam infolge des Reichsdeputationshauptschlusses Sausenhofen mit dem ehemaligen Fürstentum Ansbach, das 1791/92 an die Krone Preußens gefallen war, an das Königreich Bayern und dort 1808 in den Steuerdistrikt Aha im Landgericht/Rentamt Gunzenhausen. 1811 wurde Sausenhofen mitsamt Pflaumfeld und Steinacker eine Ruralgemeinde; schon 1818 trennte man Pflaumfeld und Steinacker wieder ab und machte die beiden Orte zu einer eigenständigen Gemeinde. Über 150 Jahre änderte sich nichts am Gemeindestatus Sausenhofens; erst die Gebietsreform in Bayern brachte der Gemeinde das Ende der Selbständigkeit. Sie gliederte sich am 1. Mai 1978 in die neu formierte Gemeinde Dittenheim ein.

### Einwohnerzahlen
- 1818: 119 Einwohner[15]
- 1824: 220 Einwohner, 40 Anwesen[15]
- 1861: 189 Einwohner, 74 Gebäude[17]
- 1933: 198 Einwohner[18]
- 1939: 184 Einwohner[18]
- 1950: 267 Einwohner, 38 Anwesen[15]
- 1961: 179 Einwohner,[16] 39 Wohngebäude[19]
- 1970: 176 Einwohner[16]
- 1987: 172 Einwohner[20]

## Baudenkmäler
- Evangelisch-Lutherische Filialkirche St. Michael, vom Typ Chorturmkirche, unter teilweiser Einbeziehung des spätgotischen Vorgängerbaus einheitlich im neugotischen Stil 1865/68 errichtet. Im Chor steht der spätgotische Flügelaltar der Vorgängerkirche, 1493 von Meister Leo Stehelin (wohl aus Pfofeld) geschaffen.[21]
- Pfarrhof von 1763, zweigeschossig mit Halbwalmdach; dazu Scheune mit Halmwalmdach aus dem 18. Jahrhundert sowie ehemaliges Waschhaus.
- Ehemaliges Schulhaus, zweigeschossig mit Walmdach und Putzgliederung, 18./19, Jahrhundert, im Kern 1670
- Ehemalige Dorfschmiede (Sausenhofen Nr. 23), ehemaliger Brauereigasthof (Nr. 31) und ehemaliges Hirtenhaus (Nr. 42)[22]

## Sonstiges
- An der Straße von Sausenhofen nach Aha steht auf der Anhöhe beim „Lohfeld“ ein mit 1611 bezeichneter, später auf der Rückseite abgestockter Bildstock (ohne Bilder).[23]

## Vereine
- Freiwillige Feuerwehr Sausenhofen
- Evangelische Landjugend Sammenheim
- Schützenverein 1952 e. V. Sausenhofen
- Land/Hausfrauen Sausenhofen
- Militär- und Kriegerverein Sausenhofen

## Persönlichkeiten
Kirchenrat Dr. theol. Eduard Rupprecht. Pfarrer in Sausenhofen von 1878 bis zu seinem Tod am 2. Juli 1907. An der Südseite der Kirche St. Michael erinnert eine Gedenktafel an ihn.
Johann Bach (* 6. Februar 1858 in Sausenhofen) wurde am 1. August 1886 ordiniert und kam im September 1886 als Missionar der Missionsanstalt Neuendettelsau nach Deutsch-Ostafrika (heute Tansania). Er gründete die Station Jimba. 1887 verehelichte er sich mit Babette Zeller aus Burgbernheim. Nach schwerer Krankheit musste er nach zweijähriger Tätigkeit zurück in die Heimat und verstarb mit 30 Jahren am 30. März 1888 in Gunzenhausen. Er wurde in seinem Heimatdorf bestattet.